# رباعي أكسيد الزينون
رباعي أكسيد الزينون هو مركب كيميائي من زينون والأكسجين، صيغته الجزيئية (XEO 4)، ويعد المركب مستقرا نسبيا للغازات النبيلة. المركب صلب بلوري أصفر اللون، مستقر تحت 935.9 درجة مئوية؛ وفوق درجة الحرارة هذه يكون عرضة للانفجار والتحلل إلى عنصري الزينون  وأكسجين (O2).
جميع الإلكترونات التكافؤ الثمانية من الزينون مرتبطة في الروابط مع الأكسجين ، وحالة أكسدة ذرة الزينون هي +8. الأكسجين هو العنصر الوحيد الذي يمكن أن يحقق الزينون لأعلى حالة أكسدة ؛ حتى الفلور يمكن أن يعطي فقط XeF 6 (+6). يمكن الوصول إلى اثنين من مركبات الزينون الأخرى قصيرة العمر مع حالة أكسدة +8 ، XeO 3 F 2 و XeO 2 F 4 ، من خلال تفاعل رباعي أكسيد الزينون مع سداسي فلوريد الزينون . XeO 3 F 2 و XeO 2 F 4 يمكن الكشف عنها مع مطياف الكتلة . و perxenates هي المركبات أيضاً حيث زينون لديه حالة +8 الأكسدة.

## التفاعلات الكيميائية
عند درجات حرارة أعلى من 35.9 درجة مئوية ، يكون رباعي أكسيد الزينون معرضاً للانفجار ويتحلل إلى غاز الأكسجين والأكسجين باستخدام ΔH = −643 kJ / mol:
XeO4 → Xe + 2 O2
يذوب رباعي أكسيد الزينون في الماء ليشكل حمض بيركسينيك وفي القلويات لتشكيل أملاح بيركسينات:
XeO4 + 2 H2O → H4XeO6
XeO4 + 4 NaOH → Na4XeO6 + 2 H2O
رباعي أكسيد الزينون يمكن أن يتفاعل أيضًا مع سداسي فلوريد الزينون لإعطاء أوكسين فلوريد:
XeO4 + XeF6 → XeOF4 + XeO3F2
XeO4 + 2XeF6 → XeO2F4 + 2 XeOF4